# Зубовићи (Добретићи)
Зубовићи је насељено место у Босни и Херцеговини у општини Добретићи. Административно припада Федерацији Босне и Херцеговине, односно њеном Средњобосанском кантону. Према попису становништва из 2013. у насељу је било 268 становника, а већинску популацију у насељу чинили су Хрвати.
До 1992. село се налазило у саставу некадашње општине Скендер Вакуф чији највећи део је ушао у састав Републике Српске где је организован као општина Кнежево.

## Становништво
По последњем службеном попису становништва из 2013. године у насељу Зубовићи живело је 268 становника, а село је било етнички хомогено са већинском хрватском популацијом.
| Националност | 2013. | 1991.        | 1981.        | 1971.        |
| Хрвати       | —     | 374 (99,73%) | 528 (99,81%) | 378 (99,74%) |
| Срби         | —     | 0            | 0            | 0            |
| Бошњаци      | —     | 0            | 0            | 0            |
| остали       | —     | 1 (0,26%)    | 1 (0,18%)    | 1 (0,26%)    |
| Укупно       | 268   | 375          | 529          | 379          |